# John Wesley Woodward
John Wesley Woodward (11 de septiembre de 1879 – 15 de abril de 1912) nació en West Bromwich, Inglaterra como el más joven de los diez hijos nacidos del matrimonio de Joseph y Martha Woodward.
Conocido como Wesley, se convirtió en músico profesional, tocando el violonchelo en Oxford, y Eastbourne. Mientras estaba en Eastbourne, se unió a los músicos de White Star Line, tocando en sus barcos transatlánticos.
El 10 de abril de 1912 abordó el RMS Titanic en Southampton para su viaje inaugural. Cinco días más tarde, el 15 de abril de 1912, el barco colisionó con un iceberg y él y los otros músicos continuaron tocando mientras el barco se hundía. Todos los miembros de la orquesta se ahogaron y el cuerpo de Wesley Woodward nunca fue recuperado.